# Пивоваров, Сергей Владимирович
Сергей Владимирович Пивоваров (укр. Сергій Володимирович Пивоваров; род. 16 декабря 1960, Полонное, Хмельницкая область, Украинская ССР, СССР) — советский и украинский историк, археолог, доктор исторических наук, профессор, лауреат премии имени Емельяна Поповича.

## Биография
Родился в пгт. Полонное. В 1983 году окончил исторический факультет Черновицкого национального университета имени Юрия Федьковича. В тот же год начал работать на кафедре древней и средневековой истории. С 2004 по 2006 руководитель Хотинской археологической экспедиции. В 2003 году возглавил Буковинский центр археологических исследований, покинул его в 2013 году.
В 2004—2006 руководил археологической экспедицией, которая провела раскопки Хотинской крепости и впервые исследовала Хотинскую мечеть, установив ее размеры и ориентацию.
В 2012 году переехал в Киев где возглавил заповедник Киево-Печерская Лавра. Покинул должность в 2017 году вместе с другими работниками.
В начале 2017 года во время сверки фондов Национального Киево-Печерского историко-культурного заповедника заместитель гендиректора и археолог Сергей Пивоваров нашел египетскую мумию. Саркофаги относятся к так называемому периоду Нового царства Древнего Египта, а именно 1085—656 годам до нашей эры. Несколько десятков лет эти предметы находились забытыми в фондохранилище.
Исследует археологические культуры восточных славян на Западной Руси.

## Научные труды
Автор и соавтор более 40 научных статей в рецензируемых научных изданиях, монографий. Участник международных научно-практических концеренций. Автор пособия по археологии для школьников, соавтор учебника «Основы археологии земель Черновецкой области. 7-11 класс».
- 2012 — Металлические навершие булав из древнерусских памятников Буковины.
- 2010 — Образование земли молдавской и формирование ее северных границ во второй половине xiv начале XVI В. В свете письменных источников и археологических материалов.[9]
- 2010 — Находки ножей с волютообразными навершиями в Верхнем Попрутье и Среднем Поднестровье.[10]
- 2004 — На Днистре: на Оукраине Галичской
- 2002 — Нумизматические памятки Буковины